# RMS Mauretania
RMS Mauretania var ett brittiskt passagerarfartyg tillhörande rederiet Cunard Line. Mauretania var systerfartyg med RMS Lusitania.

## Historia
För att Cunard Line skulle ha råd att bygga fartygen fick de låna pengar av den brittiska staten, som motprestation skulle staten  ha rätt att använda fartygen vid till exempel ett krigsutbrott. Så kom också att ske när Första världskriget bröt ut 1914. 
Först tjänstgjorde hon som trupptransportfartyg men byggdes senare under kriget om till lasarettsfartyg. Till skillnad från sitt systerfartyg Lusitania, som torpederades och sjönk, klarade sig Mauretania hela kriget ut. 
Efter kriget återgick hon till att vara ett passagerarfartyg, men i slutet av sin karriär omvandlades hon till att bli ett kryssningsfartyg. År 1934 ansågs hon vara för gammal och togs ur tjänst för att året därpå skrotas.

## Externa länkar

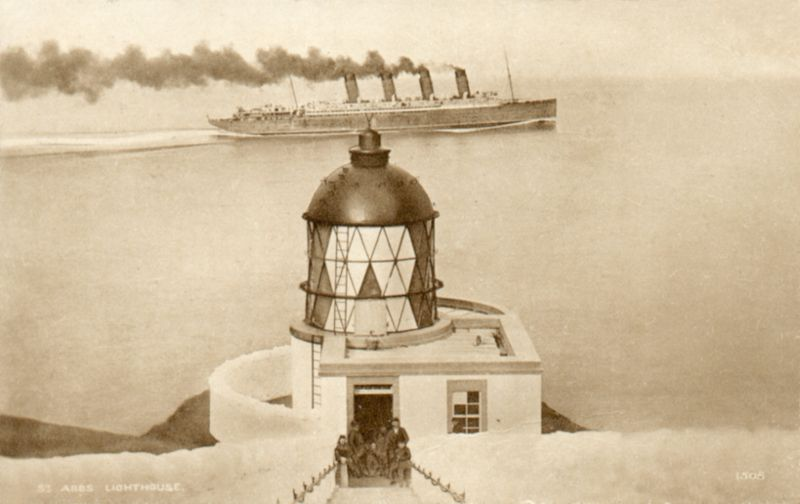
RMS Mauretania sett från St. Abbs fyr i Skottland.